# Palacio de las Cortes
El Palacio de las Cortes o Palacio del Congreso de los Diputados, según la página web oficial, es el edificio que alberga el Congreso de los Diputados, una de las dos Cámaras de las Cortes Generales, el Parlamento español. Está situado en la plaza de las Cortes de Madrid, entre la calle de Zorrilla y la Carrera de San Jerónimo, a escasa distancia del paseo del Prado. Es uno de los edificios emblemáticos del Madrid del siglo xix, de estilo neoclásico.

## Historia

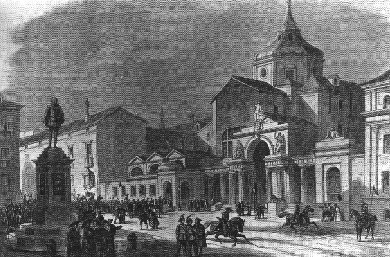
Antiguo convento del Espíritu Santo, situado en el solar que hoy ocupa el Palacio de las Cortes.

En el espacio que ocupa el Palacio de las Cortes se situaba antaño el convento del Espíritu Santo, de la Congregación de los Clérigos Regulares Menores, el cual sufrió un grave incendio en 1823. Con la llegada en 1834 del régimen liberal, el gobierno moderado de Francisco Martínez de la Rosa decidió que sus reuniones se celebrasen provisionalmente en la iglesia del convento. Al asumir el Partido Progresista el poder, se tomó la decisión de construir un nuevo edificio en sustitución del edificio religioso enfrente de la plaza de las Cortes.
El proyecto fue elaborado y ejecutado por el arquitecto Narciso Pascual Colomer, iniciándose el 10 de octubre de 1843 y siendo inaugurado el 31 de octubre de 1850 por la reina Isabel II. Durante los siete años que duraron las obras los diputados se vieron obligados a reunirse en el Salón de baile del Teatro Real de Madrid.

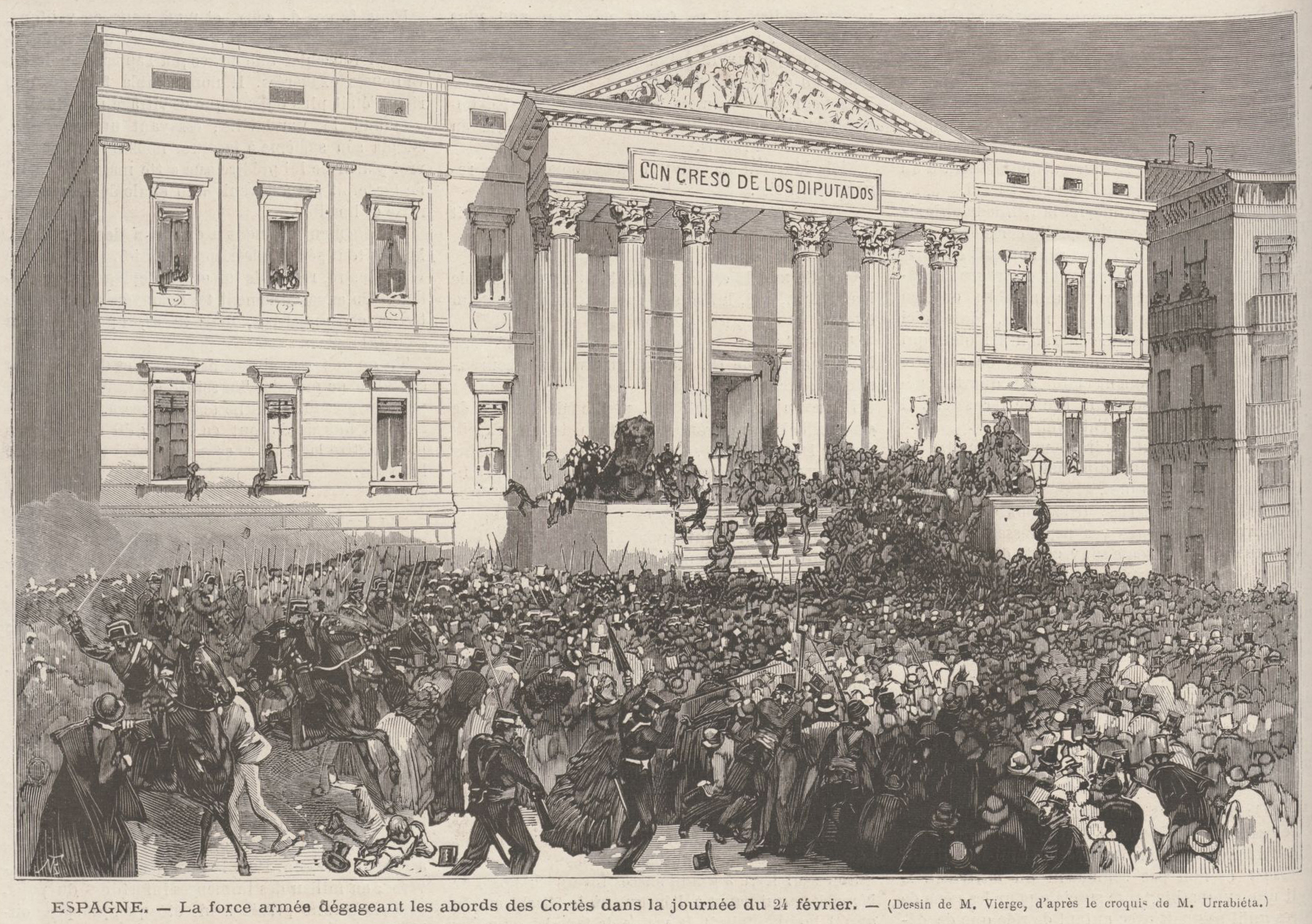
Palacio de las Cortes el 24 de febrero de 1873, dibujado por Vierge.

En los años 1980 sufrió la primera ampliación de sus dependencias a cargo del arquitecto Antonio Cámara, construyéndose en la manzana adyacente, en la que antaño se ubicó el Hospital de Italianos entre 1598 y 1885, un edificio que comunica con el original mediante un puente sobre la calle de Floridablanca. Dicha ampliación fue inaugurada por los reyes Juan Carlos I y Sofía el 28 de mayo de 1980.
Más tarde, en 1994, fue realizada una nueva reforma y ampliación fruto de un concurso donde se presentaron 287 trabajos. El proyecto ganador estaba firmado por María Rubert de Ventós, Josep Parcerisa y Oriol Clos, que elaboraron el proyecto final conjuntamente con Mariano Bayón y Justo F. Isasi.
Asimismo el 1 de junio de 2006 se concluyó la última ampliación, sobre las antiguas sedes de dos entidades bancarias, las del Banco Exterior de España y el Banco de Crédito Industrial (Casa de Rivas) a cargo del estudio Cano Lasso.
En 2009, durante unas obras de saneamiento y rehabilitación del sótano del Congreso de los Diputados, se encontraron restos humanos muy antiguos. Una de las hipótesis sobre su origen es que procedan de un antiguo cementerio del convento sobre el que está construido el edificio.
En 2013, durante las obras de reforma del edificio, se detectaron problemas en la techumbre del mismo, que ocasionaban goteras sobre el Salón de sesiones.
El edificio ha sido escenario de varios de los acontecimientos políticos más destacados de España durante los siglos xix y xx. Entre ellos, las proclamaciones de los reyes Juan Carlos I (1975) y Felipe VI (2014), la apertura solemne de las legislaturas, y los velatorios de los expresidentes Leopoldo Calvo-Sotelo y Adolfo Suárez; así como el golpe de Estado del 23 de febrero de 1981.

## Descripción del edificio

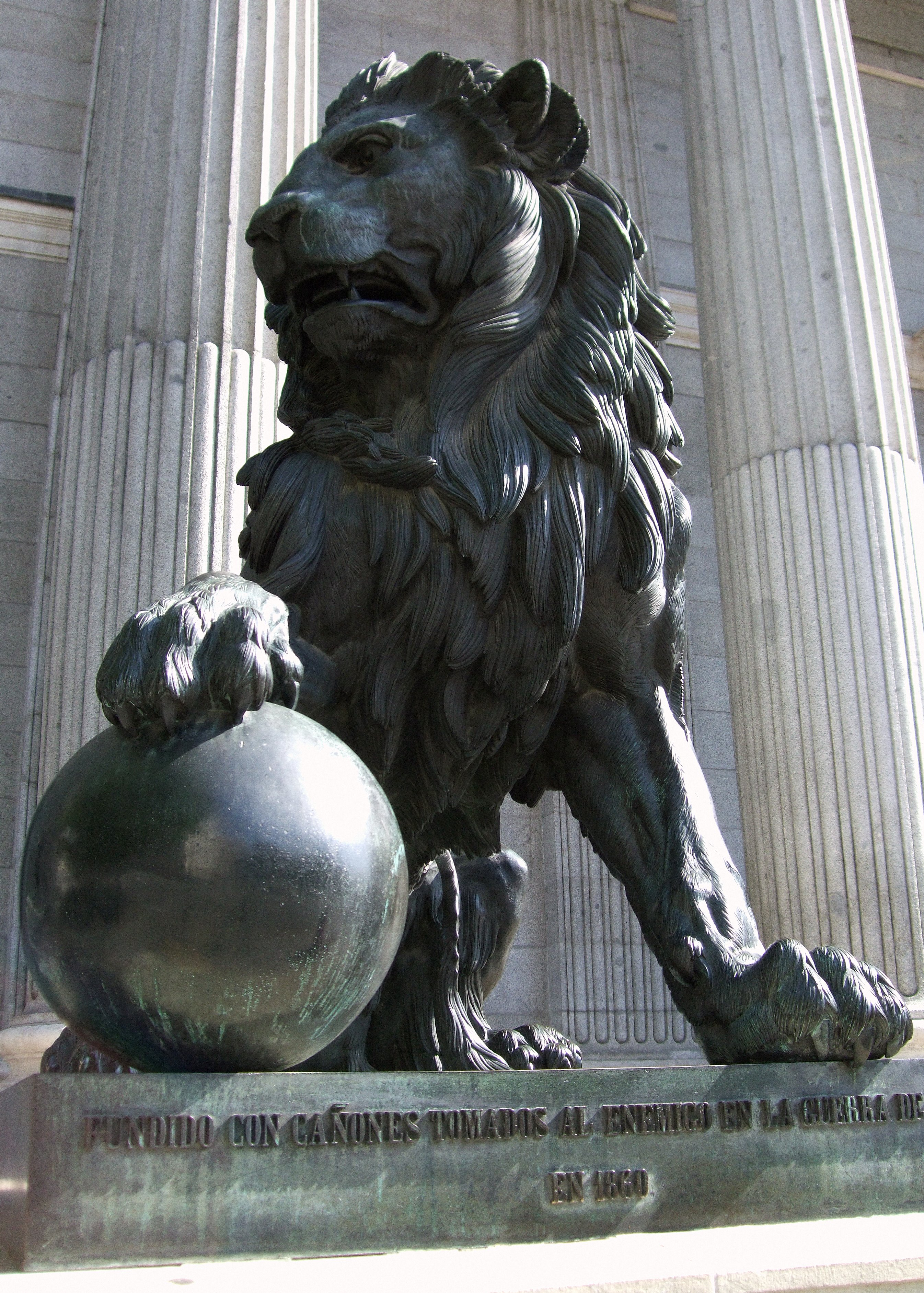
Uno de los leones de bronce que flanquean la entrada, obra del escultor Ponciano Ponzano.

### Fachada principal
La fachada principal recae a la carrera de San Jerónimo, una de las vías principales de la ciudad de Madrid. Constituye una de las obras maestras del neoclasicismo en España, a pesar de lo tardío de su construcción –el edificio fue concluido mediado el siglo xix–, y la obra más conocida de su arquitecto, Narciso Pascual y Colomer.
El arquitecto creó una fachada de tipo palacial de reminiscencias renacentistas, en dos pisos, el primero almohadillado y el segundo de ventanales con frontones rectos. Como entrada monumental, dispuso un gran pórtico de seis columnas de estilo corintio que soportan un frontón triangular, decorado por un bajorrelieve representando a España con la Constitución, acompañada a ambos lados por imágenes que idealizan la Fortaleza, la Justicia, la Libertad, el Valor, las Ciencias, la Armonía, las Bellas Artes, la Agricultura, el Comercio, los Ríos, la Abundancia y la Paz, obra maestra del escultor Ponciano Ponzano. El pórtico, de fuerte influjo clasicista, protege las puertas de bronce que dan acceso al edificio y que solo se utilizan cuando el rey realiza la solemne apertura de sesiones del Congreso. La entrada de uso habitual se encuentra en un lateral del edificio, en la calle Floridablanca, cerrada al tráfico y convertida en lonja de acceso.
Delante del cuerpo central se abre una monumental escalera, flanqueada por los elementos más característicos e icónicos del edificio: dos monumentales leones, obra de Ponciano Ponzano, fundidos en 1866, según reza una inscripción al pie de las esculturas, con los cañones capturados al enemigo en la guerra de África de 1860. La cultura popular los ha nombrado Daoiz y Velarde, en honor de los dos capitanes insurrectos muertos durante el levantamiento del dos de mayo. Al león Daoiz le falta el saco escrotal, que podría ser debido a un error, un olvido del artista, falta de material en su fabricación u otras razones. En agosto de 2012 la cadena de televisión Canal Historia al buscar temas para una nueva temporada descubrió la falta de saco escrotal en uno de los leones, tras lo cual comenzó una iniciativa para reponer la pieza faltante haciéndose cargo ese canal de televisión del coste de la fundición, y pidiendo permiso a la Comisión de Peticiones del Congreso. Finalmente fue desestimada la petición por motivos históricos y de seguridad para la integridad de la escultura metálica.

### Interior
La planta baja recoge los espacios más significativos: Salón de Sesiones, Sala de Conferencias, Presidencia del Congreso, Sala de Ministros y Biblioteca.

#### Sala de Sesiones

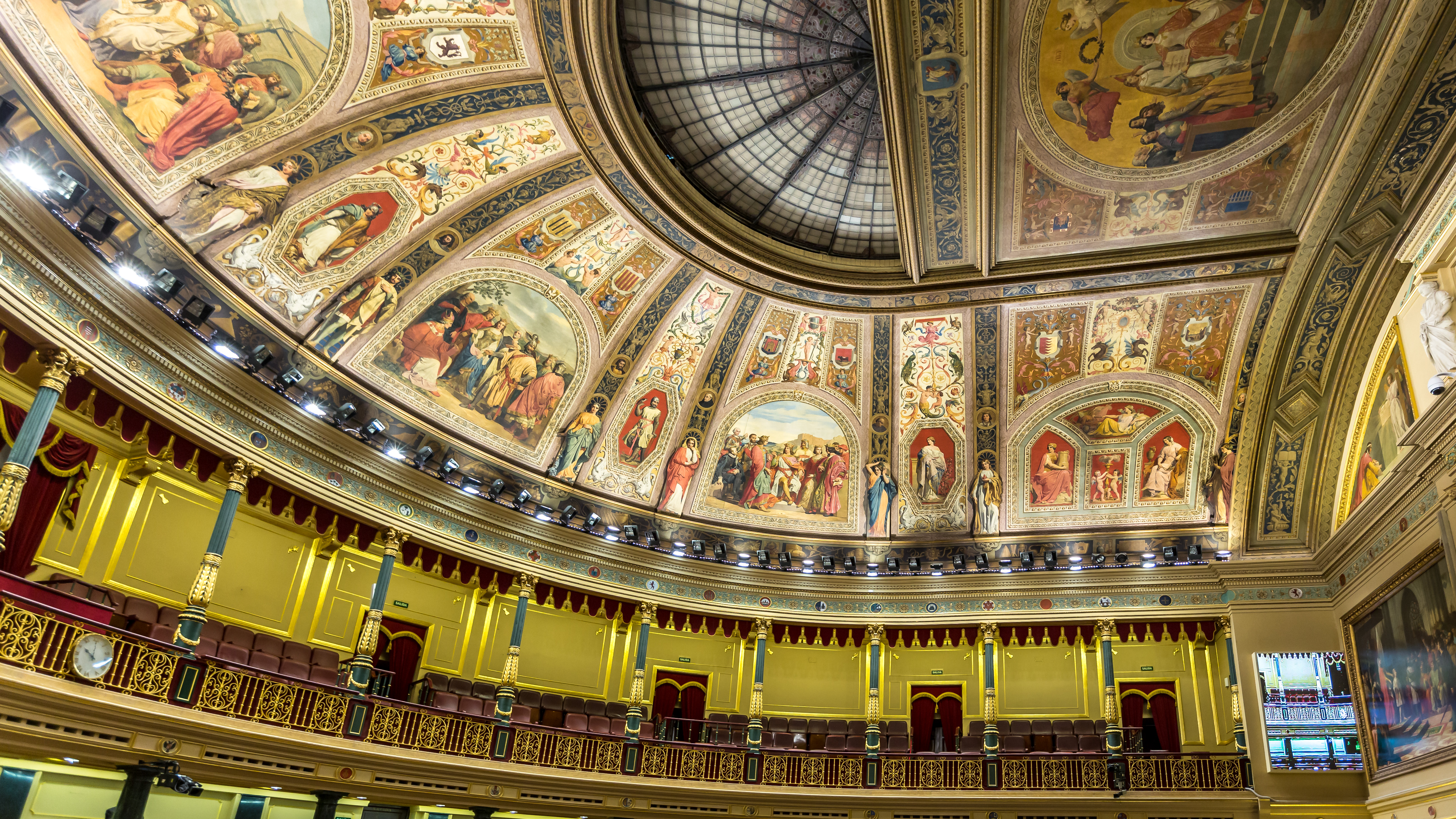
Bóveda de la Sala de Sesiones, con pinturas de Carlos Luis de Ribera.

El más conocido espacio del Palacio, de forma semicircular, alberga la sala del plenario del Congreso de los Diputados, también conocida como "hemiciclo". 
En la cabecera se encuentra un tapiz con el escudo nacional, flanqueado por dos esculturas en mármol de Carrara blanco, con las efigies de los Reyes Católicos. Junto a ellas, dos lienzos de grandes dimensiones: María de Molina presenta a su hijo Fernando IV en las Cortes de Valladolid de 1295, pintado por Antonio Gisbert en 1863, y El juramento de los diputados de las Cortes de Cádiz de 1812, obra de José Casado del Alisal, de 1863. En la parte alta del testero, cuatro efigies que simbolizan la Marina, la Agricultura, el Comercio y las Ciencias, esculpidas por Sabino Medina, además de dos pinturas a cada lado, en forma triangular, representando el Decálogo y el Evangelio, ambas de Carlos Luis de Ribera. También en el testero se sitúa la Presidencia y miembros de la Mesa del Congreso, y la tribuna de oradores. 

Encima de las puertas de entrada, cartelas con los nombres de héroes históricos: Juan de Padilla, Juan Bravo, Francisco Maldonado, Juan Lanuza, Diego Heredia y Juan de Luna a un lado y Daoiz, Velarde, Álvarez, Palafox, Moreno y Ruiz Mendoza al otro. Estos nombres aluden a la Guerra de las Comunidades y las Alteraciones de Aragón y a la Guerra de la Independencia Española, respectivamente. 

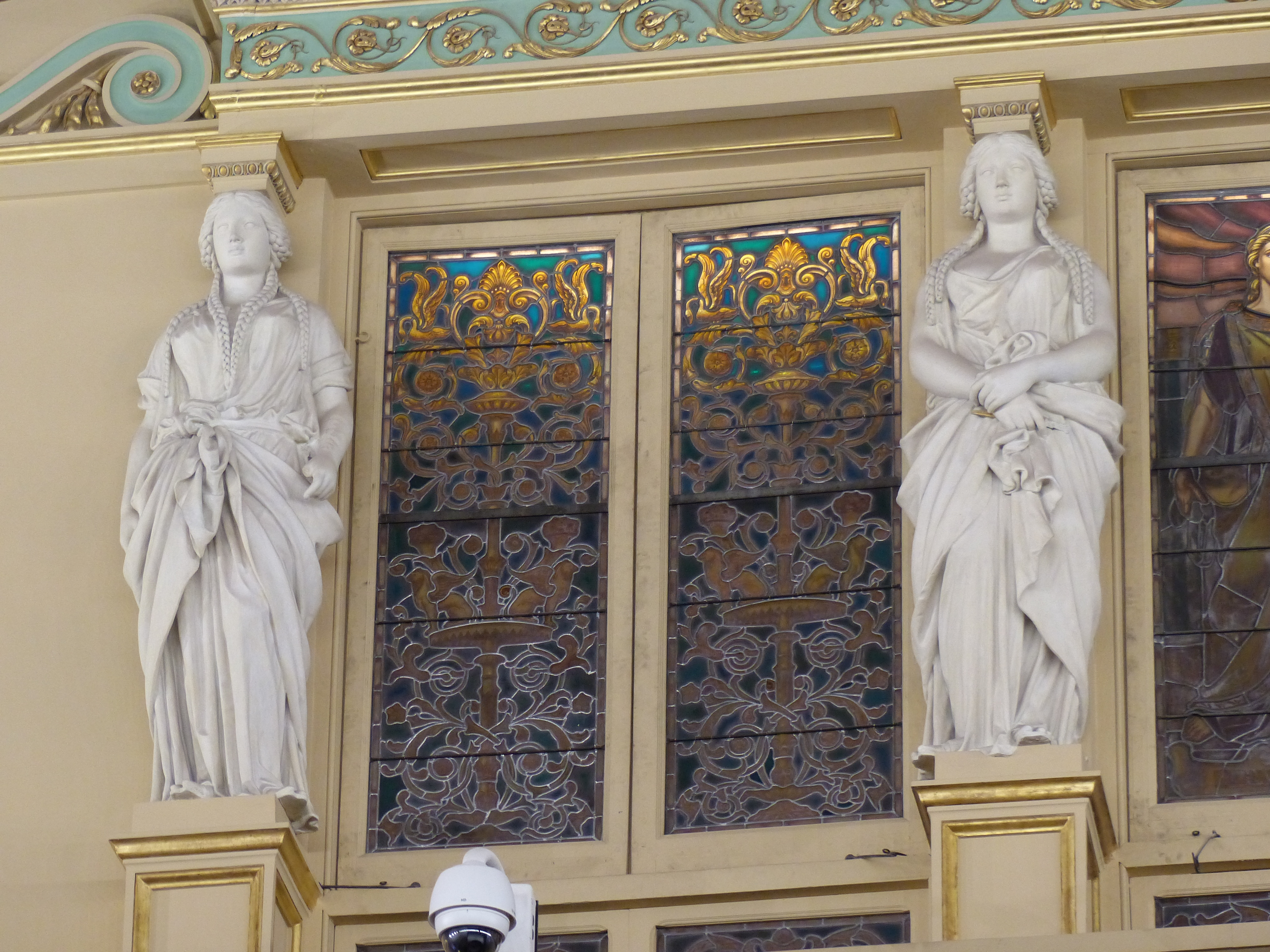
Detalle de esculturas de cariátides en la Sala del Hemiciclo.

El resto de la sala, en forma de herradura, presenta dos alturas: el primer cuerpo donde se sitúan la mayoría de asientos, con columnas de mármol oscuro de estilo toscano; y un nivel superior, dividido por columnas abalaustradas de forja. Casi todo el espacio lo ocupan los escaños de los miembros del Gobierno (con sillones de color azul) y los diputados (con sillones de color rojo), y por encima de los mismos, el espacio reservado a los invitados, prensa, cuerpo diplomático, público y a los senadores cuando las cámaras se reúnen en sesión conjunta. Es de destacar que en los arquitrabes de las tribunas, en medallones circulares, están representados los escudos de todas las provincias españolas.
El hemiciclo está cubierto por una bóveda acristalada, con una pintura central representando a la reina Isabel II rodeada de personajes de la historia de España, entre los que se encuentran El Cid, Cristóbal Colón y Miguel de Cervantes; todo ello rodeado de representaciones de las virtudes cardinales y alegorías de legisladores de todas las épocas. El autor de esta obra fue Carlos Luis de Ribera. 
La estructura del techo y parte de las paredes sufrió algunos daños durante el golpe de Estado de 1981; parte de los cuales son todavía visibles, como varios impactos de bala en diversas zonas.

#### Salón de Conferencias

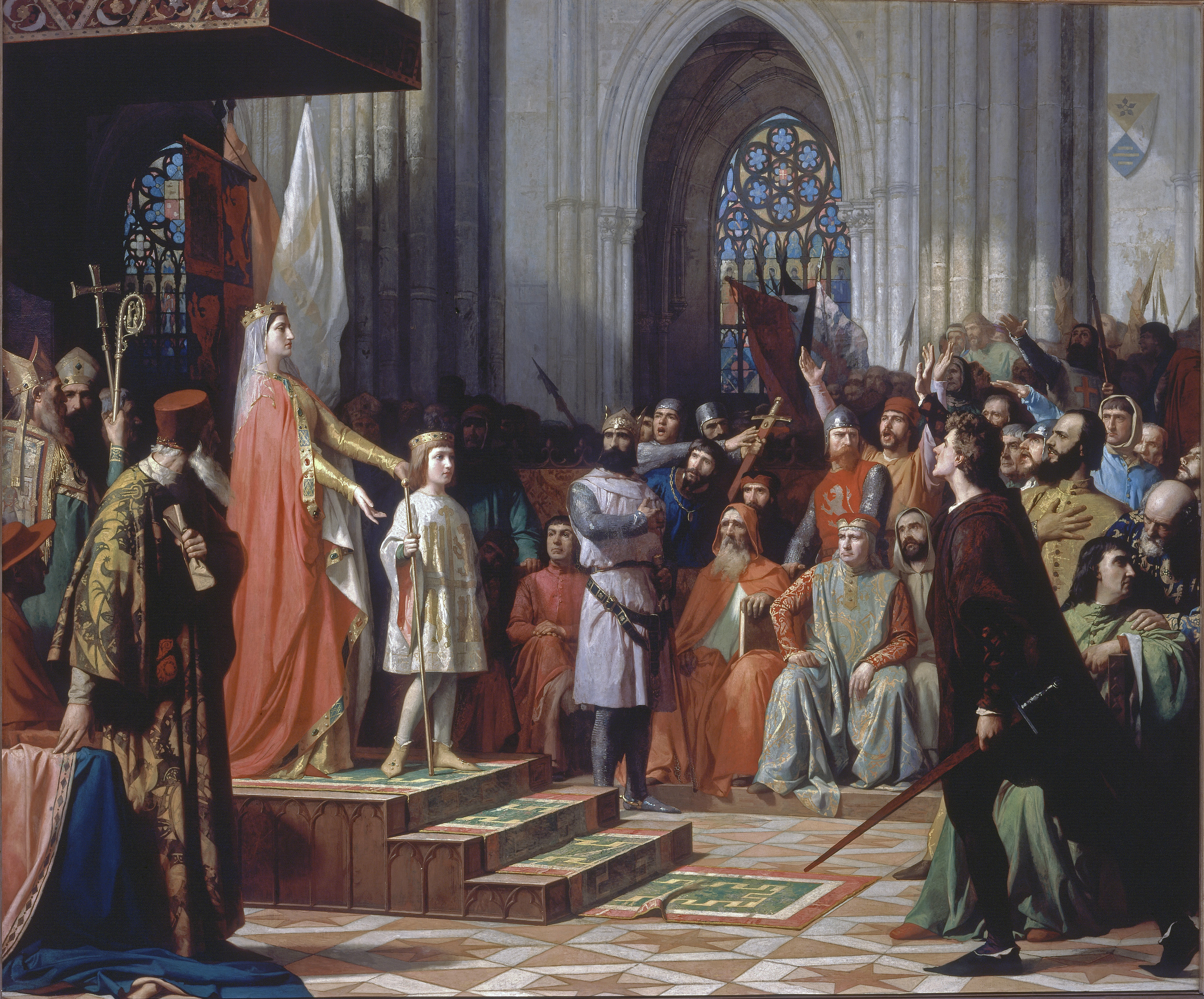
María de Molina presenta a su hijo Fernando IV en las Cortes de Valladolid de 1295. Óleo sobre lienzo de Antonio Gisbert, 1863. Sala de Sesiones del Congreso de los Diputados.

Al lado del Salón de Sesiones, en línea recta hacia la puerta principal de las Cortes, se encuentra el Salón de Conferencias, llamado también Salón de los Pasos Perdidos.
La estancia está profusamente decorada al estilo isabelino, con bajorrelieves y molduras neoplaterescas en estuco. La techumbre la forma una espectacular bóveda acristalada, decorada con pinturas en dos niveles. En la bóveda se representan alegorías de los continentes; en las paredes, doce cuadros representativos de los antiguos reinos de España y provincias y ciudades, así como los ríos más importantes: Ebro, Tajo, Duero y Guadalquivir. El autor del conjunto fue Vicente Camarón. En los ángulos de la sala, bustos de relevantes políticos decimonónicos en mármol, y encima de la puerta que comunica con el Vestíbulo, un bajorrelieve de Mariano Benlliure dedicado a Emilio Castelar, uno de los más destacados oradores políticos del siglo xix. 
El centro de la pieza está ocupado por una espléndida mesa, con adornos de bronce y nácar y tablero de ágata, donada al palacio por la reina Isabel II; del techo penden dos grandes arañas de cristal y bronce. Próximo al salón se halla el reloj astronómico del Congreso de los Diputados.

#### Vestíbulo principal
Se trata de una estancia de forma ovalada que sirve de acceso desde el pórtico de entrada, y que por tanto sólo se utiliza en momentos solemnes. Estucos polícromos imitando mármoles y jaspes decoran sus paredes. Preside la estancia una estatua de la reina Isabel II, obra de José Piquer. En uno de los laterales se encuentra una mesa que fue utilizada en las Cortes de Cádiz.

### Biblioteca
La biblioteca está situada en el ángulo que forma la planta baja, y es obra del arquitecto Arturo Mélida, de 1889. Con tres pisos de altura, alberga cerca de 210 000 volúmenes y es, junto al archivo, custodio de los documentos de las Cortes desde su apertura.